# Distrikt Budaka
Budaka ist ein Distrikt (englisch district) in Ost-Uganda.
Budaka grenzt im Norden an den Distrikt Pallisa, im Osten an den Distrikt Mbale, im Süden an den Distrikt Butaleja und im Westen an den Distrikt Kibuku. Die Hauptstadt des Distrikts ist Budaka. Der Distrikt Budaka hat 207.597 Einwohner und eine Fläche von 411 Quadratkilometern.